# Eretmapodites inornatus
Eretmapodites inornatus är en tvåvingeart som beskrevs av Robert Newstead 1907. Eretmapodites inornatus ingår i släktet Eretmapodites och familjen stickmyggor. Inga underarter finns listade i Catalogue of Life.